# Портрет Горленко
«Портрет Горленко»  — за свідченням колишнього власника портрета Г. П. Шлейфера, портрет Горленко (Любові Давидівни Горленко, дочки Давида Горленка, знайомого Шевченко). Відсутність авторського підпису та сліди реставрації, зробленої в манері, трохи відмінній від почерку Шевченка, стали для окремих дослідників приводом до заперечення приналежності цього портрета пензлю Шевченка.
Зберігається в Київському державному музеї українського мистецтва. Попередні місця збереження: збірка Г. П. Шлейфера в Києві, Всеукраїнський історичний музей ім. Т. Г. Шевченка, Харківський державний музей образотворчого мистецтва, Галерея картин Т. Г. Шевченка (Харків).
1911 року експонувався на виставці художніх творів Т. Шевченка в Києві (Каталог, № 41); 1954 року — на виставці образотворчого мистецтва Української РСР, присвяченій 300-річчю возз'єднання України з Росією